# 비정질 고체

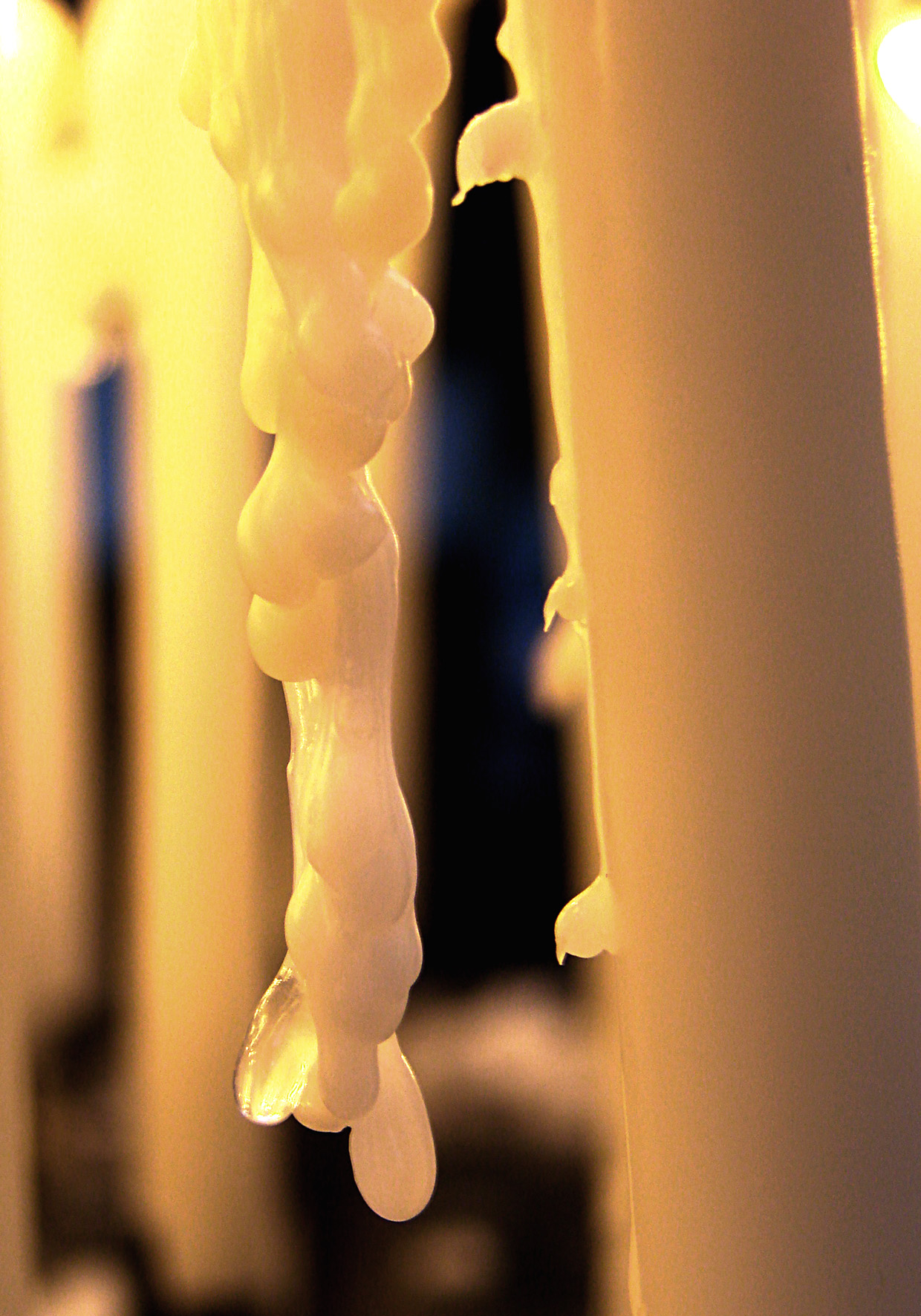

비정질(非晶質; Amorphous solid), 비결정성 고체(Noncrystalline solid) 또는 무정형 고체는 원자들의 위치에 장거리 질서가 존재하지 않는 고체를 뜻한다. (비결정성 고체에 속하지 않는 고체를 결정질이라 한다.) 많은 수의 고체가 비결정성 고체인데, 가장 흔한 예로 유리를 들 수 있고, 폴리스틸렌 등의 중합체나, 솜사탕 같은 음식도 여기에 속한다.
원자간의 결합이 약해서 쉽게 깨지거나 부서지며, 또한 어렵지 않게, 형태를 바꿀 수 있다.

## 개요
황가루를 시험관에 넣고 가열하여 녹인 것을 깔때기에 얹은 거름종이 위에 붓고 냉각시킨다. 거의 굳었을 때 거름종이를 펴면 황이 바늘 모양으로 결정(단사 정계)되어 있는 것을 볼 수 있다. 또, 황 가루를 이황화탄소에 녹여서 서서히 증발시키면 거의 팔면체인 결정(사방 정계)이 생긴다.  이에 대하여, 황 가루를 가열하여 녹인 다음 물속에 넣어서 갑자기 냉각시키면 거무스름한 덩어리가 되며 잡아당기면 고무처럼 늘어난다. 그리고 얼마 후에는 굳기 시작한다.이 상태에서 황은 결정을 이루지 않았으므로 비결정성이라고 한다.  그 까닭은, 황을 천천히 냉각시키거나 용액에서 용매를 증발시킬 경우에는 황의 원자가 규칙적으로 배열할 시간적 여유가 있으므로 결정을 이루게 되고 시간이 지남에 따라 성장해 가지만, 갑자기 냉각시키면 원자가 규칙적으로 배열할 시간적 여유가 없어 액체 때의 불규칙한 배열 그대로 고체가 되기 때문이다.  비결정성 황은 오랫동안 방치해 두면 사방 정계의 결정이 된다.  비결정성 고체의 대표적인 것은 유리이다. 보통의 유리는 700-800°C로 가열하면 녹지만, 냉각시키면 그 성분인 규소 1원자와 산소 4원자가 만들고 있는 정사면체가 공간적으로 무질서하게 배열되어 그물처럼 이어지기 때문에 비결정성이 된다고 한다. 그리고 비결정성 고체는 내부에서 입자가 결합하는 힘도 고르지 않기 때문에 일정한 녹는점을 보이지 않는다. 비결정형 상태를 '유리상태'라고도 할 수 있다.

## 같이 보기
- 유리
- 비결정질 합금
- 과냉각